# Departamento San Fernando
San Fernando es un departamento en la provincia del Chaco, Argentina, que incluye las ciudades de Resistencia, Barranqueras, Fontana Puerto Vilelas y Basail.
El departamento tiene una superficie de 3489 km².
Su población era de 365 637 habitantes según el censo de 2001 y 380 084 habitantes según el INDEC en 2005.
Al norte limita con el departamento Primero de Mayo.